# Umberto Mondino
Umberto Mondino (Roma, 11 febbraio 1883 – Parma, 22 luglio 1964) è stato un generale italiano, veterano della guerra italo-turca, dove fu decorato con una Medaglia di bronzo al valor militare, e della prima guerra mondiale. Nel corso della seconda guerra mondiale fu comandante della 44ª Divisione fanteria "Cremona", del XXX Corpo d'armata, del VII Corpo d'armata, e del XXV Corpo d'armata.

## Biografia
Nacque a Roma l'11 febbraio 1883, figlio del generale torinese Pier Oddone e della marchesa parmense Beatrice Pallavicino. Dotato di un'altezza di quasi due metri, noto anche come Uberto, una volta arruolatosi nel Regio Esercito dal 5 ottobre 1901 iniziò a frequentare la Regia Accademia Militare di Artiglieria e Genio di Torino, da cui uscì con il grado di sottotenente, assegnato all'arma di artiglieria, il 1º agosto 1904.
Promosso tenente e capitano prestò servizio nel 1º Reggimento artiglieria da fortezza, nel 1º Reggimento artiglieria da montagna e nel 2º Reggimento artiglieria da montagna. 
Prese parte alla guerra italo-turca dove fu decorato con una Medaglia di bronzo al valor militare nel corso della battaglia di Zanzur (8 giugno 1912)
Partecipò quindi alla Grande Guerra passando al servizio di Stato maggiore nei gradi di maggiore e tenente colonnello, permanendovi anche dopo la fine della guerra, sino al 1925.
Successivamente fu comandante del 2º Reggimento artiglieria pesante campale, del 6º Reggimento artiglieria pesante campale e in servizio presso il Comando del Corpo d'armata di Udine quale sottocapo di Stato maggiore.
Promosso colonnello nel 1928 fu Capo Ufficio del Comando del Corpo d'armata di Torino e poi, nel 1935, Comandante dell'artiglieria del Corpo d'armata di Torino.
Generale di brigata a partire dal 1º giugno 1936, permase ancora a Torino, per poi divenire Capo di stato maggiore del Comando d'Armata di Torino.
Elevato al rango di generale di divisione il 16 marzo 1939, assunse il comando della 44ª Divisione fanteria "Cremona" di stanza a Pisa il 1º settembre successivo, con Quartiere generale presso la caserma "Umberto I".
All'atto della dichiarazione di guerra a Francia e Gran Bretagna, avvenuta il 10 giugno 1940, partecipò al comando di tale Grande Unità alle operazioni sul fronte costiero occidentale, occupando Mentone.
Nel febbraio 1941 si trasferì con la "Cremona" in Sardegna, attraverso i porti di Olbia e Cagliari, al fine di rafforzarne le difese, stabilendo il suo comando a Macomer (provincia di Nuoro).
Il 21 febbraio 1942 lasciò il comando della divisione al generale di brigata Nino Sozzani,  per raggiungere Padova dove assunse il comando del XXX Corpo d'armata, che il 10 giugno dello stesso anno venne ridenominato VII Corpo d'armata. Il 1º luglio 1942 fu promosso al grado di generale di corpo d'armata.
Dal 10 novembre 1942 sovraintenderà, partendo da Livorno l'occupazione della Corsica (Operazione C2), permanendovi sino al giorno 30.
Il 12 febbraio 1943, sostituendo il generale Giovanni Vecchi, assunse il comando del XXV Corpo d'armata di stanza a Elbasan, in Albania.  Subito dopo la firma dell'atto dell'armistizio con gli Alleati, nella notte tra il 9 e il 10 settembre perse il contatto con le due divisioni al suo comando, la Firenze e la Arezzo, che dovevano difendere ad est le vie di accesso dei tedeschi in Albania. Il comando del Corpo d'armata lasciò Elbasan il giorno 14, raggiungendo a tappe Struga il 18 e poi Bitolj il giorno 21, dove fu catturato dai tedeschi.
Preso prigioniero di guerra fu internato nel campo di concentramento 64/Z a Shokken, in Polonia, dal 23 dello stesso mese. Liberato dalle truppe sovietiche nel febbraio 1945, rientrò in Italia il 10 ottobre successivo.
Collocato nella riserva nel 1946, fu posto in congedo assoluto nel 1956. Coniugato con Tina Buccari, morì il 22 luglio 1964 nella sua villa di Parma, situata nel vicolo Santa Fiora 5.

### Fonti
1. 1 2 3 4 5 6  Generals.
2. ↑  Becherelli, Carteny, Giardini 2013, p. 224.
3. 1 2  Coltrinari 2019, p. 70.
4. ↑   Bollettino ufficiale delle nomine, promozioni e destinazioni negli ufficiali e sottufficiali del R. esercito italiano e nel personale dell'amministrazione militare, 1940,  p. 3564. URL consultato il 5 settembre 2019.
5. ↑   Bollettino ufficiale delle nomine, promozioni e destinazioni negli ufficiali e sottufficiali del R. esercito italiano e nel personale dell'amministrazione militare, 1943,  p. 3599. URL consultato il 5 settembre 2019.
6. ↑  Gazzetta Ufficiale del regno d'Italia n. 160 del 20 luglio 1942, pag. 3.